# The Legend of Zelda: A Link to the Past and Four Swords
The Legend of Zelda: A Link to the Past and Four Swords (в японии известна как The Legend of Zelda: Triforce of the Gods & Four Swords, яп. ゼルダの伝説 神々のトライフォース&4つの剣)- видеоигра для портативной консоли Game Boy Advance, разработанная компаниями Nintendo и Capcom.
Она представляет собой сборник из двух игр: обновленной версии The Legend of Zelda: A Link to the Past (изначально выпущена для SNES) и новой многопользовательской игры The Legend of Zelda: Four Swords.
Игра поступила в продажу в Северной Америке 2 декабря 2002 года, а весной 2003 — в Японии, Европе и Австралии.
Обновленная версия игры, получившая название «The Legend of Zelda: Four Swords Anniversary Edition», поступила в продажу в сервисе компании Nintendo DSi Ware для портативной приставки Nintendo DSi 28 сентября 2011 года и включала дополнительные режимы и игровой контент.

## Игровой процесс и сюжет

### A Link to the Past
Версия A Link To The Past, адаптированная для Game Boy Advance мало отличалась от оригинальной версии, выпущенной в 1991 году для Super Nintendo Entertainment System и представляет собой однопользовательскую игру, повествующую о приключениях Линка в вымышленном королевстве Хайрул.

### Four Swords
В отличие от первой игры сборника, Four Swords представлял совершенно новую игру, рассчитанную на 2-4 игроков. Геймплей игры схож с A Link To The Past, но ориентирован на решение головоломок и сражение с врагами путем взаимодействия игроков друг с другом.
В прологе игры Линк обнаруживает артефакт под названием «Меч Четверых», благодаря которому появляются копии (клоны) Линка, сражающиеся на его стороне. Линк получает задание найти четыре Великие Феи, которые смогут открыть путь к Ваати (англ. Vaati) — антагонисту этой игры.

## Разработка
The Legend of Zelda: A Link to the Past & Four Swords является результатом сотрудничества Nintendo и Capcom,
Целью разработки явлось создание многопользовательской игры во вселенной The Legend of Zelda. Несмотря на то, что Four Swords по геймплею близок к A Link To The Past, графическое исполнение было вдохновлено игрой The Wind Waker, которая вышла в продажу примерно в то же время.

## Four Swords Anniversary Edition (DSiWare)
В период с 28 сентября 2011 года по 20 февраля 2012 года для владельцев портативных консолей Nintendo DSi и Nintendo 3DS была доступна версия игры под названием «The Legend of Zelda: Four Swords Anniversary Edition», распространяемая через службу DSiWare. Ее выход был приурочен к 25-ти летнему юбилею серии The Legend of Zelda.
Обновленная версия была разработана студией Grezzo и содержала только многопользовательскую часть сборника («Four Swords»), которая, в свою очередь, получила возможность прохождения в одиночку (игрок управлял одновременно двумя персонажами, переключаясь между ними).
Кроме того, в игру были добавлены новые уровни, отстсылающие к другим играм серии — The Legend of Zelda, A Link to the Past, и Link’s Awakening.

## Критика
| Сводный рейтинг    | Сводный рейтинг          |
| Агрегатор          | Оценка                   |
| ------------------ | ------------------------ |
| GameRankings       | GBA: 91,70 % DS: 85,40 % |
| Metacritic         | 95 / 100                 |
| Иноязычные издания |                          |
| Издание            | Оценка                   |
| 1UP.com            | A                        |
| GameSpot           | 9,2/10                   |
| IGN                | 9,7/10                   |

После выхода игра получила восторженные отзывы критиков. По данным агрегатора рецензий Metacritic, ее рейтинг составляет 95 из 100.